# 프로페셔널 디스크
프로페셔널 디스크(Professional Disc, PFD)는 2003년 소니그룹이 주로 XDCAM 및 캠코더 테이프리스 시스템용으로 선보인 디지털 녹음 광 디스크 형식이다. 이 형식은 청색 레이저를 활용한 최초의 광학 형식 중 하나로, CD에 사용된 적외선 레이저 기술 및 DVD 형식에 사용된 적색 레이저 기술과 비교하여 광학 미디어에 더 높은 데이터 밀도를 저장할 수 있었다.

## 기술
PFD는 레이저에 405 nm의 파장과 0.85의 개구수(NA)를 사용하여 하나의 12 cm 디스크에 23 GB의 데이터를 저장할 수 있는데, 이는 거의 5개의 단일 레이어 DVD에 해당한다. 읽기 속도는 88 Mbit/s의 1x 데이터 전송 속도를 가지며, 쓰기 속도는 72 Mbit/s이다. 23 GB 디스크가 출시된 후, 이중 레이어 50 GB 디스크가 개발 및 출시되었다.
이 형식은 소니가 지원하는 또 다른 광학 디스크 형식인 블루레이 형식과 혼동되기도 한다. PFD의 캐디와 블루레이의 초기 캐디(이후 폐기됨)조차 매우 비슷하게 생겼다. 기능은 다르다. 단일 레이어 PFD 디스크는 용량이 23 GB인 반면, 블루레이 디스크는 25 GB를 저장할 수 있다. 그러나 블루레이 디스크는 현재 72 Mbit/s의 2배 데이터 전송 속도를 허용하며, 이는 PFD보다 낮다. 이는 PFD 디스크가 훨씬 고품질의 미디어를 사용하고 드라이브가 고품질 부품을 사용하기 때문에 블루레이가 목표로 하는 소비자 부문에는 엄청나게 비싸기 때문이다. PFD 디스크는 재기록 가능한 디스크의 경우 최대 100 GB, 한 번만 기록 가능한 디스크의 경우 128 GB의 용량을 가질 수 있다.

## 디스크 크기
| 디스크 크기 (GB) | 디스크 색상 | 디스크 레이어 수 | 저장 시간 (HD422 50 Mbit/s로 기록 시 분) | 속성        |
| ---------------- | ----------- | ---------------- | ---------------------------------------- | ----------- |
| 23               | 검정        | 단일             | 45                                       | 재기록 가능 |
| 50               | 빨강        | 이중             | 90                                       | 재기록 가능 |
| 100              | 노랑        | 삼중             | 180                                      | 재기록 가능 |
| 128              | 하양        | 사중             | 240                                      | 한 번 기록  |

## 응용 프로그램/제품

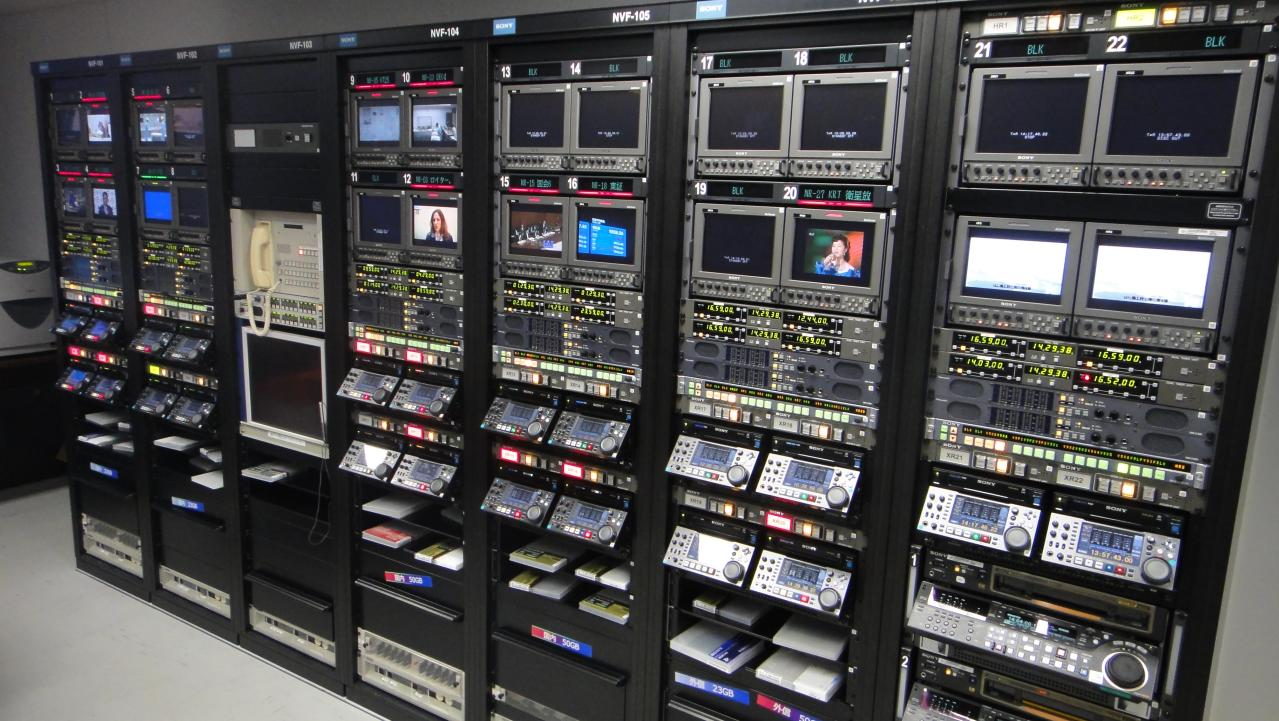
후지 TV의 19인치 랙에 있는 프로페셔널 디스크 데크

### XDCAM 비디오 시스템
PFD 형식은 소니의 XDCAM 전문가용 비디오 장치에서 표준 화질 및 고화질 애플리케이션 모두에 녹화 매체로 사용된다.

### 데이터용 프로페셔널 디스크 (PDD)
데이터용 프로페셔널 디스크(Professional Disc for DATA, PDD 또는 ProDATA)는 주로 중소기업의 데이터 보관 및 백업을 목표로 한 PFD의 범용 녹화 미디어 변형이었다. PDD 드라이브 및 미디어는 2004년 중반에 출시되었다. BW-RS101 외장 SCSI-3 드라이브는 원래 영국에서 소니에서 직접 £2,344(VAT 제외)에 판매되었으며, 23 GB 한 번 쓰기 및 재기록 가능한 미디어는 각각 £30에 판매되었다. 다른 두 가지 드라이브인 BW-F101/A 내장 SCSI 드라이브와 BW-RU101 외장 USB 2.0 드라이브도 비슷한 시기에 출시되었다.
2007년 3월 31일, PDD는 "수명 종료"에 도달했다. PFD는 여전히 소니 XDCAM 장치에서 제조 및 사용되고 있다. 소니는 PDD와 PFD 미디어가 호환되지 않는다고 명시하지만, 제품 간의 정확한 차이점은 지정하지 않는다.
소니의 PDW-U1 프로페셔널 디스크 드라이브는 USB 2.0을 통해 윈도우 또는 Mac OS X 컴퓨터에 연결하는 외장 드라이브로, 소니에서 제공하는 무료 소프트웨어를 사용한다. 2009년 7월 말 펌웨어 및 소프트웨어 업그레이드에서 소니는 컴퓨터 사용자가 프로페셔널 디스크에 있는 모든 컴퓨터 파일을 전용 "사용자 데이터" 폴더에 저장할 수 있는 기능을 추가했다.

## 같이 보기
- 블루레이
- HD DVD
- 울트라 덴시티 옵티컬
- 광 디스크